# Coppa della Regina 2024-2025 (pallavolo)
La Coppa della Regina 2024-2025, 50ª edizione della coppa nazionale femminile di pallavolo, si è svolta dal 13 al 16 febbraio 2025: al torneo hanno partecipato sei squadre di club spagnole e la vittoria finale è andata per la prima volta al Ciutadella.

## Regolamento
La formula ha previsto quarti di finale, semifinali e finale.

## Squadre partecipanti
| Squadra      | Qualificazione                                              |
| ------------ | ----------------------------------------------------------- |
| Ciutadella   | 2ª al girone di andata SFV 2024-25 (squadra organizzatrice) |
| Esquimo      | 4ª al girone di andata SFV 2024-25                          |
| Haris        | 5ª al girone di andata SFV 2024-25                          |
| Heidelberg   | 1ª al girone di andata SFV 2024-25                          |
| JAV Olímpico | 3ª al girone di andata SFV 2024-25                          |
| Kiele        | 7ª al girone di andata SFV 2024-25                          |
| Sant Cugat   | 8ª al girone di andata SFV 2024-25                          |
| Sayre Mayser | 6ª al girone di andata SFV 2024-25                          |

## Torneo

### Tabellone
|  | Quarti di finale | Quarti di finale | Quarti di finale |              |   | Semifinali | Semifinali | Semifinali |  |  | Finale | Finale | Finale |  |
|  |                  |                  |                  |              |   |            |            |            |  |  |        |        |        |  |
|  | 2                | Ciutadella       | 3                |              |   |            |            |            |  |  |        |        |        |  |
|  | 2                | Ciutadella       | 3                |              |   |            |            |            |  |  |        |        |        |  |
|  | 7                | Kiele            | 1                |              |   |            |            |            |  |  |        |        |        |  |
|  | 7                | Kiele            | 1                |              | 2 | Ciutadella | 3          |            |  |  |        |        |        |  |
|  |                  |                  |                  |              | 2 | Ciutadella | 3          |            |  |  |        |        |        |  |
|  |                  |                  | 6                | Sayre Mayser | 0 |            |            |            |  |  |        |        |        |  |
|  | 3                | JAV Olímpico     | 6                | Sayre Mayser | 0 | 2          |            |            |  |  |        |        |        |  |
|  | 3                | JAV Olímpico     |                  |              |   |            |            |            |  |  |        |        |        |  |
|  | 6                | Sayre Mayser     | 3                |              |   |            |            |            |  |  |        |        |        |  |
|  | 6                | Sayre Mayser     | 3                |              | 2 | Ciutadella | 3          |            |  |  |        |        |        |  |
|  |                  |                  |                  |              |   |            |            |            |  |  |        |        |        |  |
|  |                  |                  | 1                | Heidelberg   | 1 |            |            |            |  |  |        |        |        |  |
|  | 4                | Esquimo          | 1                | Heidelberg   | 1 | 3          |            |            |  |  |        |        |        |  |
|  | 4                | Esquimo          |                  |              |   |            |            |            |  |  |        |        |        |  |
|  | 5                | Haris            | 2                |              |   |            |            |            |  |  |        |        |        |  |
|  | 5                | Haris            | 2                |              | 4 | Esquimo    | 1          |            |  |  |        |        |        |  |
|  |                  |                  |                  |              | 4 | Esquimo    | 1          |            |  |  |        |        |        |  |
|  |                  |                  | 1                | Heidelberg   | 3 |            |            |            |  |  |        |        |        |  |
|  | 1                | Heidelberg       | 1                | Heidelberg   | 3 | 3          |            |            |  |  |        |        |        |  |
|  | 1                | Heidelberg       |                  |              |   |            |            |            |  |  |        |        |        |  |
|  | 8                | Sant Cugat       | 0                |              |   |            |            |            |  |  |        |        |        |  |

### Risultati

#### Quarti di finale
| 13 febbraio 2025 Pavelló d'Esports, Ciutadella de Menorca Durata: 2h:00 - Spettatori: 500   | JAV Olímpico | 2 - 3 | Sayre Mayser | 25-19, 14-25, 25-22, 23-25, 9-15  |
| 13 febbraio 2025 Pavelló d'Esports, Ciutadella de Menorca Durata: 1h:44 - Spettatori: 1 500 | Ciutadella   | 3 - 1 | Kiele        | 25-14, 25-23, 21-25, 25-7         |
| 14 febbraio 2025 Pavelló d'Esports, Ciutadella de Menorca Durata: 2h:14 - Spettatori: 1 200 | Esquimo      | 3 - 2 | Haris        | 20-25, 25-22, 25-15, 22-25, 15-10 |
| 14 febbraio 2025 Pavelló d'Esports, Ciutadella de Menorca Durata: 1h:16 - Spettatori: ?     | Heidelberg   | 3 - 0 | Sant Cugat   | 26-24, 25-18, 25-17               |

#### Semifinali
| 15 febbraio 2025 Pavelló d'Esports, Ciutadella de Menorca Durata: 1h:27 - Spettatori: 1 500 | Ciutadella | 3 - 0 | Sayre Mayser | 25-20, 25-23, 25-19        |
| 15 febbraio 2025 Pavelló d'Esports, Ciutadella de Menorca Durata: 1h:50 - Spettatori: 1 200 | Esquimo    | 1 - 3 | Heidelberg   | 17-25, 23-25, 25-18, 22-25 |

#### Finale
| 16 febbraio 2025 Pavelló d'Esports, Ciutadella de Menorca Durata: 1h:55 - Spettatori: 1 200 | Ciutadella | 3 - 1 | Heidelberg | 25-19, 25-23, 11-25, 25-22 |

## Statistiche
| Rendimento individuale | Rendimento individuale | Rendimento individuale | Rendimento individuale |
| Pos.                   | Nome                   | Punti                  | Squadra                |
| ---------------------- | ---------------------- | ---------------------- | ---------------------- |
| 1                      | Jimena Fernández       | 60                     | Ciutadella             |
| 2                      | Laura Pascua           | 44                     | Sayre Mayser           |
| 3                      | Maguilaura Frías       | 42                     | Esquimo                |
| 4                      | Adriani Vilvert        | 41                     | Heidelberg             |
| 5                      | Grecia Castro          | 40                     | Ciutadella             |

| Attacchi vincenti | Attacchi vincenti | Attacchi vincenti | Attacchi vincenti |
| Pos.              | Nome              | Punti             | Squadra           |
| ----------------- | ----------------- | ----------------- | ----------------- |
| 1                 | Jimena Fernández  | 47                | Ciutadella        |
| 2                 | Maguilaura Frías  | 38                | Esquimo           |
| 2                 | Laura Pascua      | 38                | Sayre Mayser      |
| 4                 | Grecia Castro     | 36                | Ciutadella        |
| 5                 | Antonela Fortuna  | 32                | Ciutadella        |
| 5                 | Adriani Vilvert   | 32                | Heidelberg        |

| Muri vincenti | Muri vincenti    | Muri vincenti | Muri vincenti |
| Pos.          | Nome             | Punti         | Squadra       |
| ------------- | ---------------- | ------------- | ------------- |
| 1             | Elle Sansó       | 11            | Esquimo       |
| 2             | Marcella Amaral  | 9             | Ciutadella    |
| 2             | Jimena Fernández | 9             | Ciutadella    |
| 2             | Adriani Vilvert  | 9             | Heidelberg    |
| 5             | Carla Jiménez    | 8             | Ciutadella    |

| Battute vincenti | Battute vincenti  | Battute vincenti | Battute vincenti |
| Pos.             | Nome              | Punti            | Squadra          |
| ---------------- | ----------------- | ---------------- | ---------------- |
| 1                | Inmaculada Lavado | 5                | Sayre Mayser     |
| 2                | Grecia Castro     | 4                | Ciutadella       |
| 2                | Jimena Fernández  | 4                | Ciutadella       |
| 4                | Patricia Aranda   | 3                | Heidelberg       |
| 4                | Camila Hiruela    | 3                | Heidelberg       |
| 4                | Ángeles Ligorria  | 3                | Sayre Mayser     |
| 4                | Zoi Mavrommatis   | 3                | Ciutadella       |
| 4                | Yeisy Soto        | 3                | Haris            |